# Ved havet
|  | Denne artikel er oprettet af botten PalnaBot ud fra en ekstern database. Den kan derfor have sproglige fejl eller mangler. Denne skabelon kan fjernes efter kontrol af indholdet. |

Ved havet er en dokumentarfilm fra 2011 instrueret af Sine Skibsholt.

## Handling
Langt oppe i Jammerbugten ligger den lille fiskerby Thorup Strand. Det er det sidste sted tilbage i Danmark, hvor en ellers uddød livsform stadig eksisterer. Hvor alle kender alle, og hvor fiskeriet stadig går i arv fra far til søn. Sådan som det altid har gjort. Det er et hårdt og barsk liv. De unge drager ud på havet og de ældre fiskere venter på land, i håbet om den store fangst. Her er der mange myter om havet, historier om livet og ikke mindst en ældgammel kamp mod naturen.